# Juan José Ulloa Solares
Juan José Ulloa Solares (Heredia, 27 de septiembre de 1827 - San José, 23 de junio de 1888) fue un político y abogado costarricense.

## Biografía
Nació en Heredia, el 27 de septiembre de 1827. Fue hijo de Nicolás Ulloa Soto y Florencia Solares y Sandoval.
Se graduó de Bachiller en Filosofía en la Universidad de Santo Tomás en 1845 y de licenciado en Leyes en la Universidad de San Carlos de Guatemala en 1853.
Fue Juez de Primera Instancia en San José en 1855, agente diplomático en Guatemala en 1856, Secretario de Gobernación y carteras anexas, Segundo Designado a la Presidencia, Fiscal de la Corte Suprema de Justicia de Costa Rica de 1866 a 1869 y Presidente de la Asamblea Constituyente de 1869.
El 5 de mayo de 1869 el Congreso lo designó como Regente de la Corte Suprema de Justicia, para el período 1869-1873, y el 7 de ese mes fue juramentado. 
De conformidad con la Constitución de 1869, la Corte Suprema de Justicia estaba integrada por un Regente, siete Magistrados, un fiscal y cuatro Conjueces legos, elegidos por el Congreso para un período de cuatro años. 
El golpe militar del 27 de abril de 1870 no afectó de momento el funcionamiento de la Corte, aunque el 18 de mayo de ese año un decreto ley del Presidente Bruno Carranza Ramírez reformó sustancialmente su organización y dispuso que en lo sucesivo constaría de nueve Magistrados, un Fiscal y veinticinco Conjueces, y otro decreto ley designó a los nuevos integrantes de la Corte, entre ellos a Juan José Ulloa Solares como Magistrado de la Sala Primera. Sus colegas de la Sala Primera lo eligieron Presidente de ésta, lo cual conllevaba también la Presidencia de la Corte Suprema de Justicia.

Esta Corte cesó en funciones el 21 de octubre de 1870, al entrar en funciones una nueva designada por el presidente Tomás Guardia Gutiérrez el 18 de ese mes. Como Presidente de la nueva Corte fue nombrado José Castro Madriz.
Fue también Administrador del Banco Nacional de 1874 a 1877, Magistrado de 1886 a 1888 y Rector interino de la Universidad de Santo Tomás en 1888, cargo en cuyo ejercicio falleció.

## Fallecimiento
Falleció en San José, el 23 de junio de 1888 a los 60 años de edad.